# Juliaca collata
Juliaca collata är en insektsart som beskrevs av Fowler 1900. Juliaca collata ingår i släktet Juliaca och familjen dvärgstritar. Inga underarter finns listade i Catalogue of Life.